# Campeonato de Francia de Rugby 15 1892-93
El Campeonato de Francia de Rugby 15 1892-93 fue la 2.ª edición del Campeonato francés de rugby, la principal competencia del rugby galo.
El campeón del torneo fue el equipo de Stade Français, quienes obtuvieron su primer campeonato.

## Ronda Preliminar
| 1892 | Club athlétique de l'Académie Julian | 10 - 8 | Inter-Nos |  |  |

## Semifinal
| 1892 | Stade Français | 2 - 0 | CA de l'Académie Julian |  |  |

| 1892 | Racing Club de Francia | 21 - 0 | Cercle pédestre d'Asnières |  |  |

## Final
| 19 de mayo de 1893 | Stade Français | 7 - 3 | Racing Club de Francia | Stade Dubonnet, Courbevoie |  |

| Bandera de Francia     |
| Campeón Stade Français |
| Primer título          |